# أشكر ميدان (أملش الشمالي)
أشکر میدان (بالفارسية: اشکرمیدان) هي قرية تقع في إيران في قسم أملش الشمالی الريفي. يقدر عدد سكانها بـ 170 نسمة بحسب إحصاء 2016.